# Піратська партія США
Піратська партія США (англ. The United States Pirate Party (USPP)) — американська політична партія, заснована в 2006 році Брентом Еллісоном і Алексом Інглішем. Платформа партії поєднана з глобальним піратським рухом, а також підтримує реформу законів про авторське право, для того щоб наголосити на безкоштовних культурних цінностях відкритих джерел, прозорості справ уряду, захисті недоторканності приватного життя і громадянських свобод.
Піратська партія США також виступає за науково-обґрунтовану політику, егалітаризм, меритократію і хакерську етику, а також повернення до корпоративної індивідуальності та добробуту. Партія зробила своїм пріоритетом виступати за зміни в законах про авторське право і зняття патентів. На думку її членів ці два закони значно утруднюють обмін і розширення знань й ресурсів.
Національна організація партії існує в декількох втіленнях з моменту свого заснування в 2006 році. Останнім є Національний піратський комітет (PNC), утворений в 2012 році, як коаліція партій різних штатів. Комітет офіційно визнає Піратські партії з 8 штатів, відстежує і сприяє зростанню партій на всій території Сполучених Штатів. Рада Піратської партії є радою комітету. Нинішнім головою Національного комітету є Джо Клейн.

## Історія
Піратська партія була заснована в червні 2006 року Брентом Еллісоном, випускником Університету штату Джорджія після успіху шведської партії Piratpartiet. Його платформа була орієнтована в першу чергу на реформи авторського права і свободу від цензури в Інтернеті. Перша спроба зареєструвати партію в штаті Юта протягом виборчого циклу 2007/2008 зазнала поразки, оскільки не вдалося зібрати необхідну кількість заяв про підтримку.
У 2011 році Массачусетська піратська партія стала першою юридично визнаною піратською партією в США. До 2011 року було відомо, що партія налічує більше 3000 членів по всій країні. У 2012 році коаліція державних Піратських партій сформувала Національний піратський комітет (PNC). У липні того ж року комітет розробив і прийняв нову конституцію, яка містила ширшу ідеологію, натхненну Піратським колесом Рікарда Фолквінджа.

## Назва
Піратська партія захищає свою часто критиковану назву в преамбулі конституції Піратського комітету:
Через наші цінності нас часто виставляють як «піратів». Через нашу надію на те, що кожна людина може мати можливість отримувати доступ до всіх людських знань, нас називають «пірати». Через нашу віру у те, що не потрібно просити дозволу на участь в управлінні, промисловості, культурі та інших аспектах життя суспільства. Через те, що ми наполягаємо на тому, що громадян не можна прослуховувати і не довіряти їм, ніби вони злочинці, нас називають «пірати». Через нашу відмову від влади і користолюбства, коли це не сприяє загальному благу всіх людей, нас називають «пірати».
Ми змінюємо значення цього ярлика «пірат» і відрікаємося від його принизливого, підбурювального підтексту. Ми пірати. Ми виступаємо за свободу, рівність і солідарність усіх людей, і проти усіх загроз, з якими вони можуть зіткнутися.

## Національний піратський комітет (PNC)

### Очільники
До 2012 року Голова партії обирався щороку в липні під час голосування всіх членів, як це встановлено в конституції партії. Після формування Піратського комітету в 2012 році голова отримав назву «Капітан».
| Ім'я                | З                 | До                |
| ------------------- | ----------------- | ----------------- |
| Брент Еллісон       | 6 червня 2006     | 9 червня 2006     |
| Джошуа Каулес       | 9 червня 2006     | травень 2007      |
| Едрю Нортон         | травень 2007      | вересень 2008     |
| Гленн Кербейн       | вересень 2008     | липень 2009       |
| Райан Мартін        | липень 2009       | 29 грудня 2009    |
| Бредлі Холл         | 29 грудня 2009    | 28 січня 2010     |
| Брітані Фелпс       | 28 січня 2010     | 15 липня 2011     |
| Бредлі Холл         | 15 липня 2011     | 2012              |
| Тревіс Мак-Крея     | квітень 2012      | 14 листопада 2012 |
| Ліндсі-Анна Брюннер | 14 листопада 2012 | 28 січня 2015     |
| Ендрю Нортон        | 28 січня 2015     | 1 березня 2016    |
| Джозеф Клайн        | 1 березня 2016    | сьогоднішній час  |